# Orodès II
Sauf précision contraire, les dates de cet article sont sous-entendues « avant l'ère commune » (AEC), c'est-à-dire « avant Jésus-Christ ».
Orodès II  est un roi des Parthes de la dynastie arsacide ayant régné de 54 à 38 av. J.-C. Selon l'historien André Verstandig, Orodès II est « incontestablement le plus connu des souverains arsacides » par le biais des récits des historiens romains, Plutarque, Justin et Dion Cassius.

## Origine
Fils de Phraatès III, il est complice de son frère aîné Mithridate III de Parthie dans le complot qui aboutit au meurtre de leur père en 57 av. J.-C. Appuyé par le commandant des armées parthes Suréna, il expulse d'abord Mithridate III de Séleucie puis d'Ecbatane en Médie et l'oblige à passer l'Euphrate avec ses principaux lieutenants et à se réfugier en Syrie auprès du gouverneur romain Gabinius. Mithridate III recrute alors une troupe de mercenaires avec laquelle il tente de reconquérir son royaume ; vaincu de nouveau et réfugié en Mésopotamie, il doit se constituer prisonnier d'Orodès II qui le fait exécuter.

## Règne
En avril 54 av. J.-C., le proconsul Marcus Licinius Crassus, qui cherchait une occasion d'acquérir une gloire comparable à celle de César ou de Pompée, entre en Syrie, décidé à entreprendre une campagne contre les Parthes avec l'appui d'Artavazde II d'Arménie, un roi client de Rome.
Artavazde propose à Crassus d'engager ses troupes par l'Arménie. Le Romain préfère écouter les conseils d'Agbar II Ariamnès, roi d'Osroène, qui menait en fait un double jeu. Crassus opte donc pour une attaque par le nord de la Mésopotamie.
Au cours de l'hiver 54/53, Artavazde II doit alors faire face à l'attaque d'une armée parthe commandée par le roi Orodès II en personne et ne peut venir en aide à son allié. Tombée dans le piège, l'armée de Crassus est écrasée en 53  par le général parthe Suréna lors de la bataille de Carrhes, lors de laquelle le proconsul est tué avec son fils Publius. Artavazde est contraint d'abandonner l'alliance romaine et de donner sa sœur en épouse à Pacorus, le fils d'Orodès. La tête coupée de Crassus sert ultérieurement d'accessoire au tragédien Jason de Tralles lorsqu'il interprète la tragédie Les Bacchantes d'Euripide devant Orodès II et sa cour.
Sur leur lancée, les troupes parthes envahissent la Syrie avec un succès mitigé. Orodès II estime toutefois que la gloire de son général en chef Suréna risque de lui porter ombrage et il le fait exécuter en 52.
Pendant la guerre civile romaine, Orodès II s'allie d'abord avec Pompée puis avec Brutus et Cassius, sans toutefois intervenir directement. Toutefois en 40, Pacorus Ier, fils aîné et corégent d'Orodès II, prend le commandement des troupes parthes pour une grande offensive en Syrie et en Judée qu'il occupe avant d'être vaincu et tué par Publius Ventidius Bassus à Gindarus (en) en 38,,,,.
Le vieux roi est accablé par la disparition de son héritier. L'assemblée des Parthes, le « vazurgan », qui l'estime trop diminué pour régner, exige qu'il désigne un autre successeur. Son choix se porte sur le fils d'une concubine roturière, Phraatès. Ce dernier fait mettre à mort les trois fils du roi issus de son union avec la princesse de Commagène qu'il jalousait pour la noblesse de leur mère. Orodès II s'insurge devant ce crime et Phraatès IV le fait tuer dans les derniers jours de l'année 38.

## Postérité
De diverses épouses et concubines, il aurait engendré plus d'une trentaine d'enfants dont :
- Pacorus Ier, roi-associé ;
- trois fils nés de la princesse fille d'Antiochos Ier de Commagène, mis à mort par Phraatès IV ;
- Phraatès IV, né d'une concubine aux origines roturières, son assassin et successeur[14].